# Otto Müller-Jena
Otto Müller, genannt Otto Müller-Jena (* 8. Mai 1875 in Jena; † 12. August 1958 in Köln, vollständiger Name: Otto Heinrich Friedrich August Müller), war ein deutscher Architekt. Er lebte und arbeitete in Köln und trat mit seinen Profanbauten vor allem im Rheinland und im Ruhrgebiet hervor. Der einzige von ihm errichtete Sakralbau ist die neuromanische Heilig-Kreuz-Kirche in Gladbeck-Butendorf.

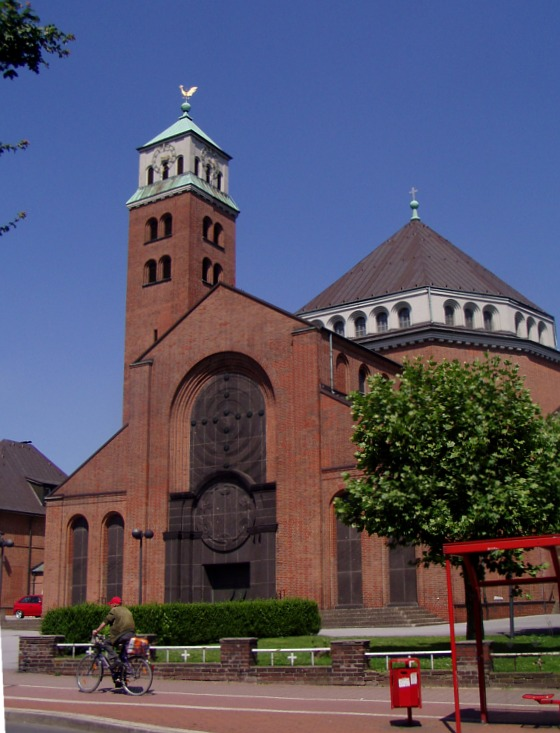
Heilig-Kreuz-Kirche in Gladbeck-Butendorf

## Leben
Otto Müller-Jena wurde in Jena geboren als Sohn des Optikers Karl Friedrich Robert Hieronymus Müller und seiner Frau Louise Christiane Müller geb. Reinhold. Ebendort empfing er am 30. Mai desselben Jahres in der evangelischen Stadtkirche St. Michael die Taufe. Nach der Ausbildung ließ er sich um 1900 als selbstständiger Architekt in Köln nieder und heiratete am 26. Juni 1906 in seiner Heimatstadt Jena durch seine Braut Adelaide (Adelheid) Jeanne Henriette Wiethase in die Familie des bekannten Architekten Heinrich Wiethase ein. Bereits 1903 gehörte Müller-Jena zu den Gründern der Ortsgruppe Köln des Bundes Deutscher Architekten (BDA), war von 1919 bis 1924 deren Vorsitzender, seitdem Vorsitzender des Landesbezirks Rheinland-Pfalz-Saargebiet und seit 1929 auch Mitglied im BDA-Hauptvorstand in Berlin. Dieses Engagement wurde 1934 durch die nationalsozialistische Gleichschaltung beendet. 1950 ernannte ihn der BDA zum Ehrenmitglied.
In einer ersten Schaffensphase um die Jahrhundertwende waren seine Bauten stilistisch geprägt von der Auseinandersetzung mit der deutschen Architektur von der Wende des Mittelalters zur Neuzeit, später griff er auch neoklassizistische Tendenzen auf. Der zeitgenössische Trend zu einer stark aus dem Material wirkenden Architektur spiegelt sich auch in den Bauten Müller-Jenas wider, die zum Teil – für heutige Maßstäbe – sehr aufwändig gestaltet waren. In den 1920er Jahren näherte er sich teilweise deutlich dem Neuen Bauen an, ohne traditionelle Elemente völlig aufzugeben.

## Bauten und Entwürfe (Auswahl)

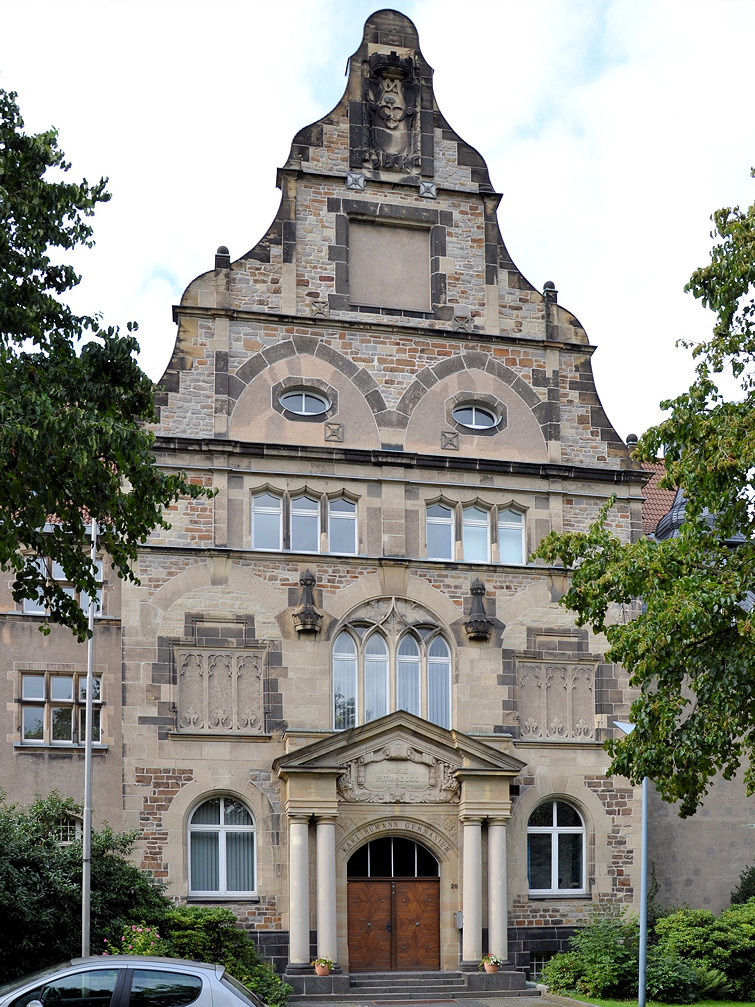
Gymnasium in Essen-Steele, Haupteingang

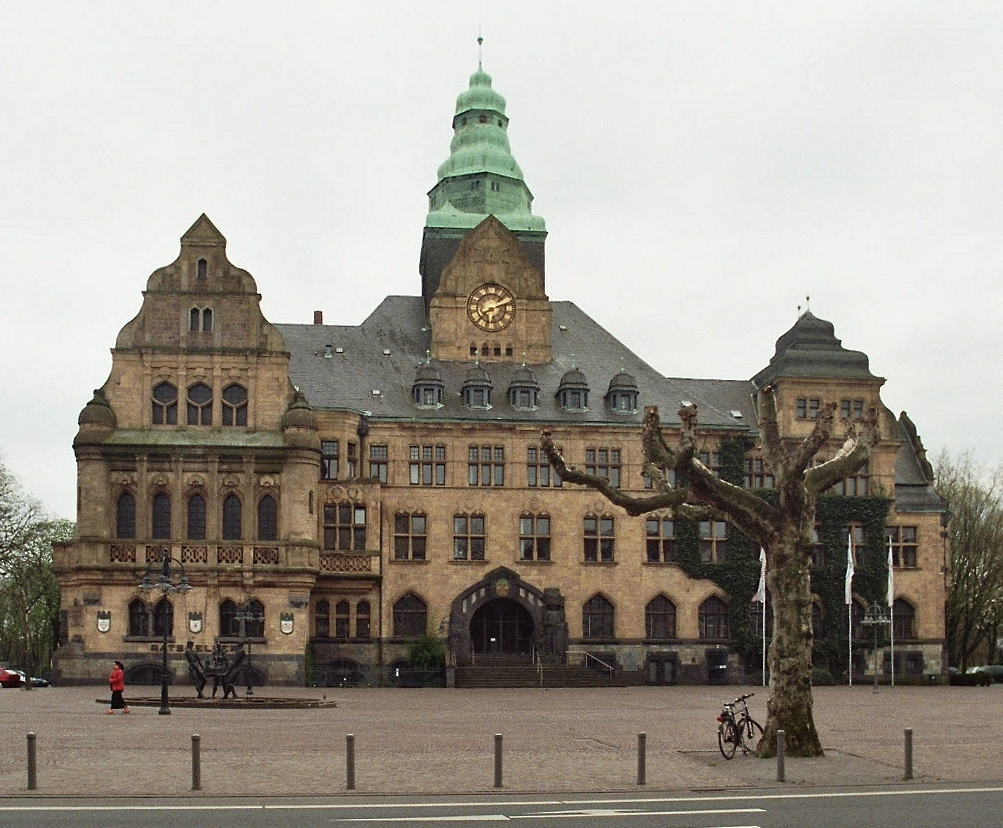
Rathaus in Recklinghausen

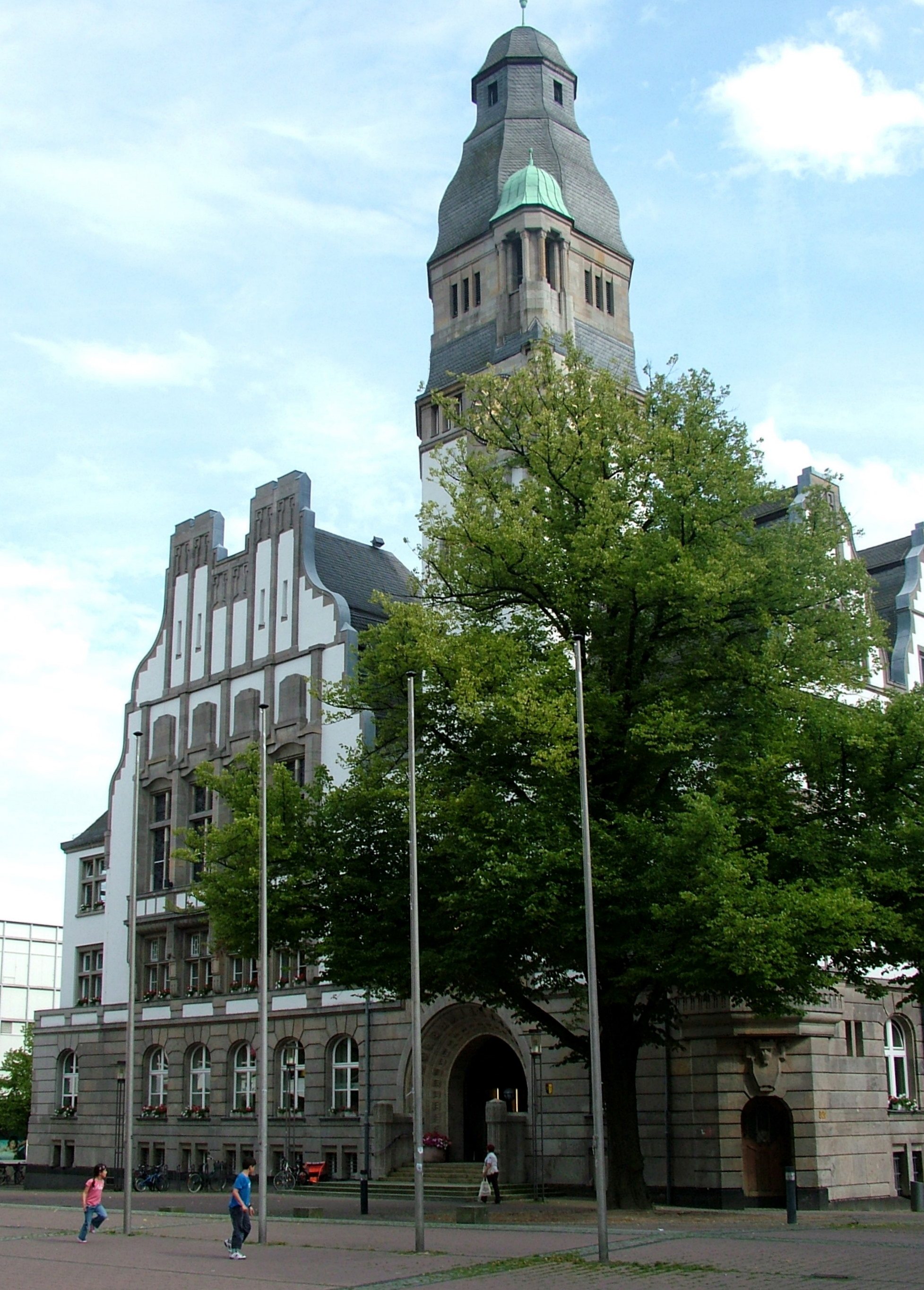
Altes Rathaus in Gladbeck

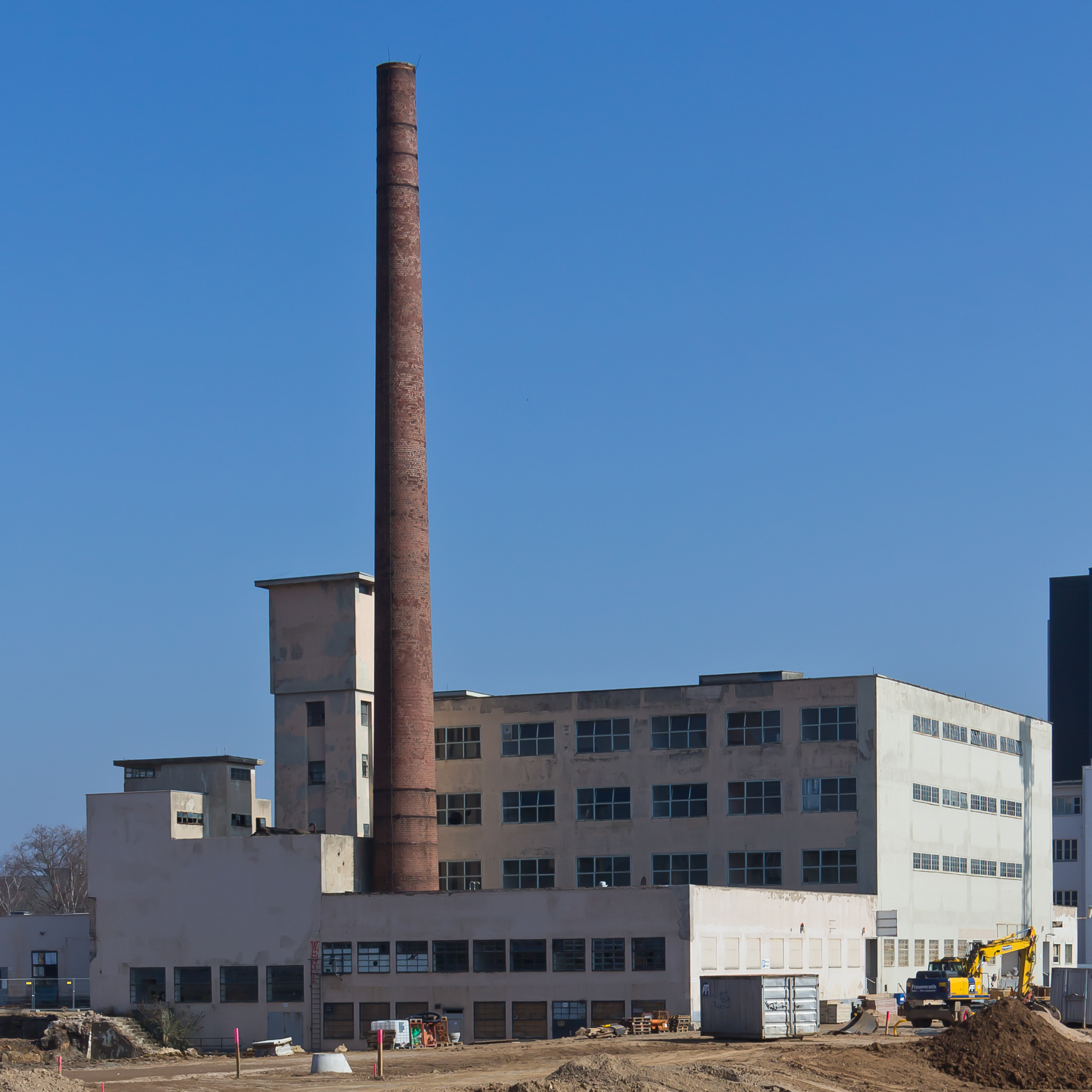
Sidol-Werke in Köln

- 1901: zwei Entwürfe zur Bebauung der Rheinuferstraße in Köln
- 1902–1904: Gymnasium (seit 1935 „Carl-Humann-Gymnasium“) in Essen-Steele, Laurentiusweg (verändert, unter Denkmalschutz)
- 1903–1904: Markthalle am Heumarkt in Köln (nicht erhalten)
- 1904–1908: Rathaus in Recklinghausen, Rathausplatz 3
- 1907–1908: Villa in Köln-Marienburg, Oberländer Ufer 190 (unter Denkmalschutz)[1]
- 1908: Erweiterung des St.-Barbara-Hospitals in Gladbeck
- um 1908: Bankgebäude für die Rheinisch-Westfälische Disconto-Gesellschaft AG in Recklinghausen
- 1908–1910: Amtshaus (heute Altes Rathaus) in Gladbeck
- 1909–1910: Erweiterung der Regina-Bogenlampenfabrik in Köln
- 1912–1913: Verwaltungsgebäude für die Kölnische Feuer- und Unfall-Versicherungs-AG „Colonia“ in Köln, Konrad-Adenauer-Ufer
- 1912–1914: kath. Pfarrkirche Heilig Kreuz in Gladbeck-Butendorf, Horster Straße 133 (Altarbereich, Orgelempore und Westfassade verändert; mit dem Pfarrhaus als Gesamtensemble seit 1998 unter Denkmalschutz)
- 1914: verschiedene Bauten auf der Deutschen Werkbund-Ausstellung Köln 1914
- um 1920: Gefrierhaus auf dem Städtischen Schlachthof in Köln-Ehrenfeld
- 1920–1921: Gebäude der Dampfschiffahrtsgesellschaft „Neptun“ in Köln (nicht erhalten)
- 1926/1933: städtebauliche Planungen für das Umfeld des Kölner Doms
- 1926–1928: Fabrikanlage der Chemischen Fabrik Siegel & Co. (Sidol-Werke) in Köln-Braunsfeld, Eupener Straße
- 1928–1930: GAG-Siedlung, gen. „Klein-Moskau“, in Köln-Ehrenfeld

## Auszeichnungen (Auswahl)
- 1909: Landwehrdienstauszeichnung II. Klasse
- 1916: Eisernes Kreuz II. Klasse
- 1950: Ehrenmitglied des Bundes Deutscher Architekten (BDA)

## Schriften
- Baugeschichte des neuen Amtshauses, in: Festschrift zur Einweihung des neuen Amtshauses der Gemeinde Gladbeck i.W., Gladbeck 1910, S. 91–94.
- ... in: Moderne Bauformen. Monatshefte für Architektur und Raumkunst. 13. Jg., Stuttgart, 1914, S. 284–285 und H. 4 (Beilage)
- ... in: Moderne Bauformen. Monatshefte für Architektur und Raumkunst. 14. Jg., Stuttgart, 1915, S. 401–428.